# Дерев'янко Сергій Миронович
Сергі́́й Миро́нович Дерев'я́нко (нар. 1 березня 1960, с. Старі Богородчани, Богородчанський район, Івано-Франківська область) — історик, педагог, політолог, Заслужений працівник освіти України (2012), доктор політичних наук (2013), професор кафедри політичних інститутів та процесів Прикарпатського національного університету імені Василя Стефаника, дійсний член (академік) Академії політико-правових наук України. 
Дослідник державотворення, проблем здійснення влади народом у конституційно визначених та інших формах безпосередньої демократії в Україні та інших державах.

## Життєпис
Народився 1 березня 1960 року в селі Старі Богородчани Богородчанського району Івано-Франківської області в сім'ї вчителів. У 1977 році закінчив Богородчанську середню школу із золотою медаллю, у 1982 році — Івано-Франківський державний педагогічний інститут ім. В. С. Стефаника за спеціальністю «історія і педагогіка» з дипломом з відзнакою, кваліфікація «вчитель історії і суспільствознавства, методист виховної роботи». Під час навчання в інституті брав активну участь у діяльності
студентських гуртків і семінарів, виступав з доповідями та повідомленнями на конференціях, готував перші наукові праці. Перші навички науковця-дослідника набув під керівництвом доктора історичних наук, професора Петра Степановича Федорчака (1933–2017). Науковим керівником його дипломної роботи з проблем історіографії історії Визвольної війни під проводом Б. Хмельницького середини XVII століття був доктор історичних наук, професор Володимир Васильович Грабовецький (1928–2015). 
У 1982—1984 роках проходив дійсну військову службу. У 1984—1988 роках — асистент кафедри суспільних наук Івано-Франківського державного медичного інституту.
У 1987—1990 роках навчався в аспірантурі історичного факультету Київського державного університету ім. Т. Г. Шевченка, де у листопаді 1990 року захистив дисертацію на здобуття наукового ступеня кандидата історичних наук за науковою спеціальністю 07.00.01 — історія політичних партій і рухів. Науковий керівник — Варшавчик Марко Якимович (1918—2001) — відомий український історик-джерелознавець, доктор історичних наук, професор, Заслужений діяч науки України.
У 1991—1992 роках — асистент кафедри суспільних наук Івано-Франківського державного медичного інституту.
З жовтня 1992 року працює у Прикарпатському національному університеті імені Василя Стефаника — асистент, доцент кафедри історії стародавнього світу і середніх віків. З 1995 року — за сумісництвом — декан факультету довузівської підготовки, а з 1997 року — директор Гуманітарного інституту при університеті. У 1996 році рішенням Атестаційної колегії МОН України присвоєно вчене знання «доцент».
У 1998—2005 роках працював проректором з науково-педагогічної роботи університету. Упродовж 2006—2008 років навчався у докторантурі Прикарпатського національного університету імені Василя Стефаника,  У 2001—2003, 2006—2007 роках — здобувач відділу конституційного права та місцевого самоврядування Інституту держави і права ім. В. М. Корецького НАН України. У квітні-вересні 2012 року — здобувач відділу правових проблем політології Інституту держави і права ім. В. М. Корецького НАН України.З 1 вересня 2012 року — професор кафедри політології Інституту історії і політології Прикарпатського національного університету імені Василя Стефаника.
12 жовтня 2012 року на засіданні Спеціалізованої вченої ради Д 26.236.01 по захисту дисертацій на здобуття наукового ступеня доктора (кандидата) політичних наук в Інституті держави і права ім. В. М. Корецького НАН України захистив докторську дисертацію на тему «Референдум як демократичний політичний інститут: світовий досвід і Україна» за науковою спеціальністю 23.00.02 — політичні інститути та процеси. Науковий консультант — Мироненко Олександр Миколайович (1942—2014) — відомий український вчений–правознавець, політолог, філософ, історик; суддя Конституційного Суду України, доктор філософських наук, професор, член-кореспондент Національної академії правових наук України, дійсний член Української академії політичних наук, Заслужений діяч науки і техніки України, головний науковий співробітник відділу історико-правових досліджень Інституту держави і права ім. В. М. Корецького НАН України.
З лютого 2013 по грудень 2014 року — директор департаменту освіти, науки, сім'ї, молоді та спорту Івано-Франківської обласної державної адміністрації.
З грудня 2014 року — професор кафедри політології Інституту історії, політології і міжнародних відносин Прикарпатського національного університету імені Василя Стефаника, а з серпня 2015 року — професор новоутвореної кафедри політичних інститутів та процесів.
У 2019 році обраний академіком Академії політичних наук України. 
З 2020 р.— експерт Національного агентства із забезпечення якості вищої освіти.
Під його науковим керівництвом підготували й захистили кандидатські дисертації зі спеціальностей 07.00.01 – історія України – Ярослав Луцький, 07.00.05 – етнологія – Інна Гаврильченко , зі спеціальності 07.00.06 – історіографія, джерелознавство та спеціальні історичні дисципліни – Тетяна Гуменюк (нині доктор історичних наук, професор кафедри теорії та історії держави і права ПВНЗ «Університет Короля Данила»), Петро Ґава, Тетяна Турчин та Віра Кочкодан. 
Викладацьку й наукову роботу поєднує з активною громадською діяльністю: 2000 р. — голова Івано-Франківської обласної комісії з проведення всеукраїнського референдуму, 2002—2006 рр. — голова обласної територіальної виборчої комісії з виборів депутатів Івано-Франківської обласної ради, 2004 р. — голова територіальної виборчої комісії територіального виборчого округу № 85 (м. Івано-Франківськ) з виборів Президента України. Здійснював правовий супровід і консультативно-методичне забезпечення виборчих кампаній 1999—2020 рр. Нагороджений Почесною Грамотою Центральної виборчої комісії України (2000 р.)

## Наукові інтереси
Сфера наукових інтересів є досить широкою : теоретичні та практичні проблеми здійснення влади народом у конституційно визначених та інших формах безпосередньої демократії в Україні та зарубіжних державах; проблеми теорії та практики конституціоналізму та державотворення, новітньої законопроектної сфери, порівняльного правознавства; правової політології; геополітики, політичної історії України; спеціальних галузей історичного знання .
Автор і співавтор більше 150 наукових та навчально-методичних праць з політології, конституційного права, політичної історії України, історіографії та джерелознавства, окремі з яких опубліковані за кордоном.

## Основні праці
- Дерев'янко С. М. Політико-правові засади референдумів в Україні: монографія / Прикарпат. нац. ун-т ім.  В. Стефаника. Івано-Франківськ: Вид-во «Місто НВ», 2011. 847 с. URL: https://lib.if.ua/news/1356095029.html
- Дерев'янко С. М. Референдум як демократичний політичний інститут: світовий досвід і Україна: автореф. дис. … д-ра політ. наук: 23.00.02 / Нац. акад. наук України, Ін-т держави і права ім. В. М. Корецького. Київ, 2012. 36 с.
- Західно-Українська Народна Республіка. Енциклопедія: До 100-річчя утворення Західно-Української Народної Республіки. У 4-х т. Т. 1. Т. 2. Т. 3. Т. 4: Івано-Франківськ: Манускрит-Львів, 2018—2021 (Авторські статті у кожному з томів).
- Американський президенціалізм: інститут глави держави в США у персоналіях від зародження до сьогодення. Біографічна енциклопедія / О. В. Бабкіна, С. М. Дерев'янко, М. П. Требін та ін.; за наук. ред. Н. М. Хоми. Львів: Новий Світ-2000, 2018. 372 с. URL: https://d1wqtxts1xzle7.cloudfront.net/62041423Id=APKAJLOHF5GGSLRBV4ZA [Архівовано 11 березня 2022 у Wayback Machine.]

- Дерев'янко С. М. Безпековий вимір народовладдя в умовах гібридної війни. Держава і право: зб. наук. пр. Серія. Політичні науки. Вип. 87 / Ін-т держави і права ім. В. М. Корецького НАН України. Київ: Вид-во «Юридична думка», 2020. С. 308—318. URL: http://nbuv.gov.ua/UJRN/dip_2020_87_31
- Дерев'янко С. М. Обмеження політичних прав громадян в умовах воєнного стану: політико-правові підстави. Держава і право: зб. наук. пр. Серія. Політичні науки. Вип. 93 / Ін-т держави і права ім. В. М. Корецького НАН України. Київ: Вид-во «Юридична думка», 2019. С. 26–38. URL: http://nbuv.gov.ua/UJRN/drpn_2019_83_5
- Velykochyy V., Derevjanko S., Vychivskyi P. To the 80th anniversary of professor Kalakura Ya. S. and the 55th anniversary of his scientific and pedagogical activity. Journal of Vasyl Stefanyk Precarpathian National University. Vol. 6, No. 2 (2019). P. 133—137. URL: https://journals.pnu.edu.ua/index.php/jpnu/article/view/1885/2340 [Архівовано 23 березня 2022 у Wayback Machine.]
- Дерев'янко С., Марчук В. Наукове знання про майбутнє і політика. Вісник Прикарпатського університету. Політологія / Прикарпатський національний університет імені Василя Стефаника. Вип. 13. Івано-Франківськ, 2019. С. 195—197. URL: https://journals.pnu.edu.ua/index.php/politics/article/view/5742 [Архівовано 9 березня 2022 у Wayback Machine.]
- Дерев'янко С. М. Інститут місцевого референдуму в Україні: доцільність та перспективи оновлення його конституційної моделі. Прикарпатський вісник Наукового Товариства ім. Шевченка: Серія «Думка». 2018. Вип. 5 (49). С. 85-96. URL: http://lib.pu.if.ua:8080/bitstream/123456789/4366/1/Pvntsh_2018_5_8.pdf
- Дерев'янко С. М. Політична транзитологія в українській політології як напрям наукових досліджень та навчальна дисципліна [ Рец. на кн.: Вонсович С. Г. Політична транзитологія: підручник. Кам'янець-Подільський: видавець ПП Зволейко Д. Г., 2017. 204 с.]. Вісник Прикарпатського університету. Політологія / Прикарпатський національний університет імені Василя Стефаника.Вип. 12. Івано-Франківськ: ЛІК, 2018. С. 248—250. URL: https://journals.pnu.edu.ua/index.php/politics/article/view/4244/4817 [Архівовано 9 березня 2022 у Wayback Machine.]
- Великочий В. С., Дерев'янко С. М., Вичівський П. П. До 80-річчя професора Я. С. Калакури та 55-річчя його науково-педагогічної діяльності. Карпатський край. № 1-2 (11-12). Івано-Франківськ, 2018. С. 276—285. URL: https://journals.pnu.edu.ua/index.php/kk/article/view/3759/4352 [Архівовано 9 березня 2022 у Wayback Machine.]
- Дерев'янко С. М. Внутрішньо переміщені особи: проблеми політичної соціалізації в Галичині. Наукові записки Інституту політичних і етнонаціональних досліджень ім. І. Ф0  Кураса НАН України. 2017. № 1 (87). С. 199—216. URL: http://nbuv.gov.ua/UJRN/Nzipiend_2017_1_15
- Дерев'янко С. М. Маніпулювання ідеєю народного волевиявлення як чинник самоідентифікації регіонального сепаратизму. Політологічні та правничі студії суспільно-політичних процесів XX-початку XXI ст.: збірник наукових праць до ювілею доктора політичних наук, професора В. П. Горбатенка / ред.-упор. С. Рудницький. Житомир: ФОП Євенок О. О., 2017. С. 65–72. URL: http://eprints.zu.edu.ua/25366/1/Горбатенко_17_13.09.pdf [Архівовано 16 березня 2022 у Wayback Machine.]
- Дерев'янко С. М. Молодіжний політичний радикалізм та екстремізм в Україні у політологічному вимірі. Прикарпатський вісник Наукового Товариства ім. Шевченка: Серія «Думка». 2017. Вип. 5–6 (41–42). С. 26-270. URL:http://lib.pnu.edu.ua:8080/bitstream/123456789/5246/1/Pvntsh_2017_5-6_27.pdf [Архівовано 16 березня 2022 у Wayback Machine.]
- Кресіна І. О., Дерев'янко С. М. Віче як інститут установчої влади в новій Конституції України. Віче. 2016. № 11–12. С. 36–40. URL: https://veche.kiev.ua/journal/5239/ [Архівовано 20 червня 2021 у Wayback Machine.]
- Дерев'янко С. М. Національно-культурне відродження в Галичині в історичних джерелах: Рец. на книгу: Шологон Л. Джерела з історії національно-культурного руху українців Галичини (1848—1914). Івано-Франківськ: Симфонія форте, 2015. 460 с. Гілея: науковий вісник. Зб. наук. праць / Гол. ред. В. М. Вашкевич. Київ: ВІР УАН, 2016. № 110. С. 73. URL: http://nbuv.gov.ua/UJRN/gileya_2016_110_108
- Дерев'янко С. М. Електронні петиції до органів влади України як інструмент електронної демократії. Вісник Прикарпатського університету. Політологія / Прикарпатський національний університет імені Василя Стефаника. Вип. 10. Івано-Франківськ: ЛІК, 2016. С. 43–53. URL: http://irbis-nbuv.gov.ua/cgi-bin/irbis_nbuv/cgiirbis_ 64.exe?C21COM= 2&I21DBN=UJRN&P21DBN=UJRN&IMAGE_FILE_DOWNLOAD=1&Image_file_name=PDF/Vpu_ Polit_2016_10_9.pdf [Архівовано 27 березня 2022 у Wayback Machine.]
- Дерев'янко С. М. Ідея запровадження прямого народовладдя у політичній думці українського національного руху (20–40-і роки ХХ століття). Панорама політологічних студій. 2012. Вип. 8. С. 121—127. URL: http://irbis-nbuv.gov. ua/cgi-bin/irbis_nbuv/cgiirbis_64.exe?C21COM=2&I21DBN=UJRN&P21DBN=UJRN&IMAGE_FILE_DOWNLOAD=1&Image_file_ name=PDF/Pps_2012_8_18.pdf [Архівовано 25 березня 2022 у Wayback Machine.]
- Дерев'янко С. Гібридна війна: інформаційний вимір. Національна і регіональна безпека в умовах інформаційної війни. Зб. матеріалів Міжрегіон. наук.-практ. конф. (м. Івано-Франківськ, 30.11.2018 р.). Івано-Франківськ, 2018. С. 63–68. URL: https://kpol.pnu.edu.ua/wp-content/uploads/sites/30.11.2018-pdf.pdf
- Дерев'янко С. М. Інститут референдуму як інструмент взаємодії та вирішення конфлікту правових систем держав-членів Європейського Союзу. Правові системи сучасності: взаємодія та конфлікти: міжнар. круглий стіл (16.07.2016 р., м. Одеса). Одеса: Фенікс, 2016. С. 71–73. URL: http://eurolaw.org.ua/files/zbirnik-tez-19072016.pdf [Архівовано 26 лютого 2022 у Wayback Machine.].